# Dorothy Drake
Pour l’article homonyme, voir Drake.
A distinguer de Frances Drake, actrice et femme d'Henri de Vries au nom de scène Dorothy Drake, et qui a joué dans Cléopâtra de 1917.
Dorothy  Drake connue également sous le nom de Mary Wallace, (2 août 1916 - 2005), est une actrice  américaine de cinéma du début des années 1930.

## Biographie
Élevée à Santa Monica en Californie, Dorothy est la fille de la scénariste Grace Wallace. Elle apparaît  très tôt sur scène dans des rôles d'enfants et notamment dans les représentations, en plein air et de nuit, des scènes bibliques de la vie du Christ, lors du Pèlerinage d'Hollywood, organisé annuellement en été par Christine Witherill Stevenson, dans le décor naturel de la bouche sud du canyon de Cahuenga, puis plus tard dans le Ford Theater, au nord d' Hollywood. Elle joue alors, aux côtés d'acteurs célèbres comme Henry Joseph Hebert ou Nelson Leigh dans le rôle de Jésus de Nazareth,.
Elle fait partie de la promotion des Baby Stars de la WAMPAS de 1934, la dernière année de l'attribution du titre, avec Lu Ann Meredith, Gigi Parrish et Hazel Hayes. Elle tourne, la même année dans cinq films dont Mr Dynamite, 8 girls in a boat et Kiss and Make-Up avec Carole Lombard et Cary Grant. Parallèlement, elle fait la promotion d'articles de maquillage et de la gymnastique dans les magazines dans lesquels elle donne des conseils pour rester jeune et en bonne santé, gage de sa propre beauté. Elle signe également, des articles relatifs à des interviews qu'elle réalise sur des artistes comme avec Stu erwin, en 1934, dans New Movies Magazine dans "I am a movie boob". Devant la prestation de trois des WAMPAS, Hazel Hayes, Lucille Lund et Dorothy dans le film Kiss and make up, les Studios de la Paramount leur proposent un contrat de sept ans en 1934.
Elle prend conscience que son nom est l'homonyme d'autres actrices de cinéma et de théâtre encore actives comme Frances Drake, comme Dorothy Drake, le nom de scène de la femme d'Henri de Vries. Elle prend la décision de changer de nom pour Mary Wallace marquant du même coup la filiation avec sa mère. Malheureusement, ce nouveau nom ne lui fait plus bénéficier de la publicité gratuitement offerte en qualité de WAMPAS. Elle ne tournera qu'une seule fois en 1935. 
Restant dans le milieu du cinéma, elle occupe différents postes autour des plateaux de tournage et des Studios. Suivant les évolutions des besoins des réalisateurs qui, au début des années 1940, souhaitent de plus en plus, avoir le costume ou l'accessoire idéal, elle devient Shopper pour les Studios d'Universal, à la recherche de l'objet rare. Puis, elle dirige le Département des costumes des Studios Universal pour lesquels sa participation de costumière est créditée dans une dizaine de films pour le cinéma et pour la télévision jusqu'en 1971.
Dorothy Drake meurt en 2005 à Riverside en Californie, à l'âge de 88 ans.

## Filmographie[1]
Actrice

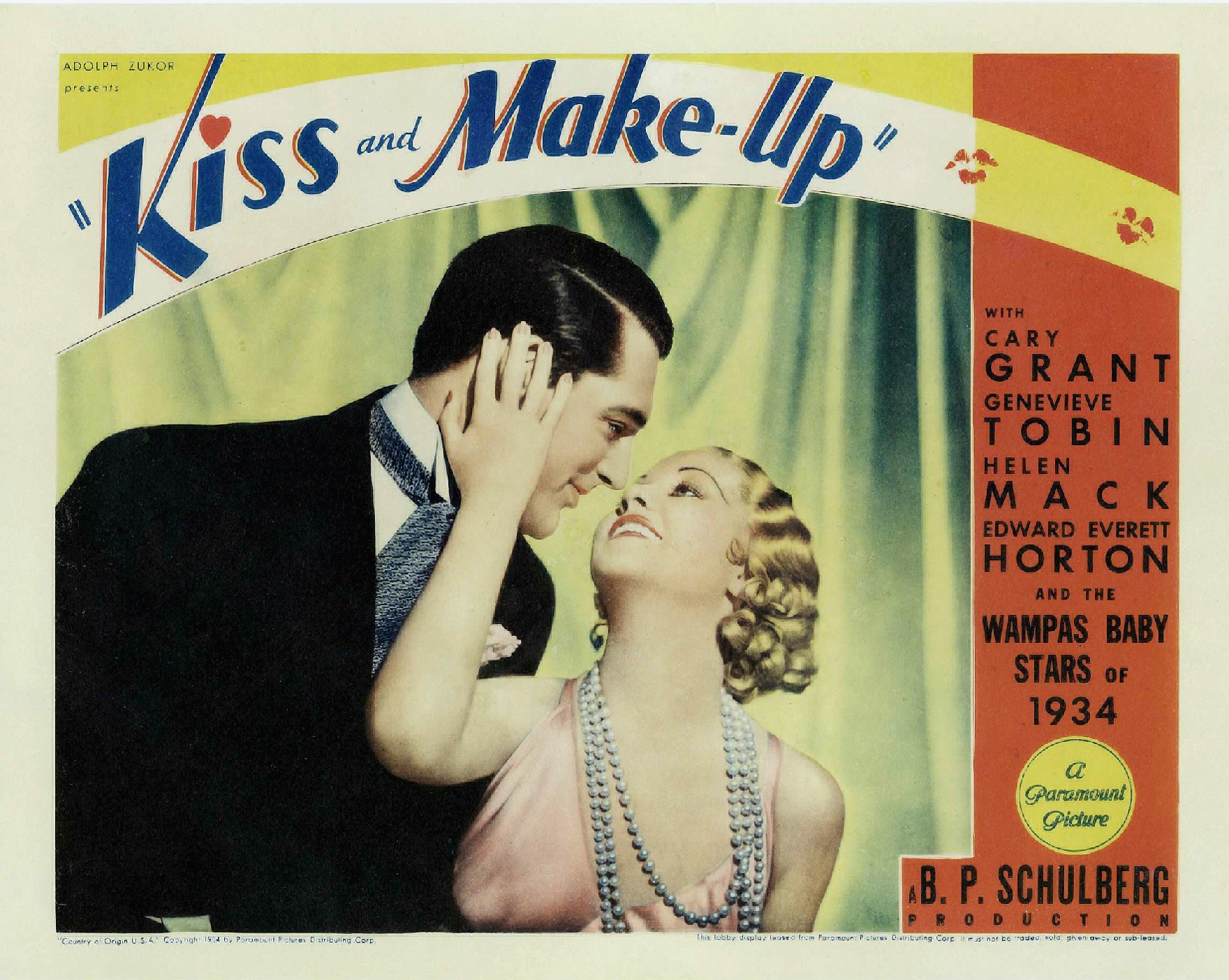
Affiche du film Kiss and make up (1934)

- 1934 :   Mr Dynamite, (non crédité), réalisé par Adrian Brunel
- 1934 :   Kiss and make up, dans son rôle de WAMPAS, réalisé par Harlan Thompson
- 1934 :   Youth and beautiful, dans son rôle de WAMPAS, réalisé par Joseph Santley
- 1934 :   Hollywood on Parade No. B-13, dans son rôle de WAMPAS, réalisé par Louis Lewyn
- 1934 :   8 girls in a boat, dans the naughty réalisé par Richard Wallace
- 1935 :   The Raven, signé Mary Wallace mais non crédité, réalisé par  Lew Landers

Responsable des Costumes
- 1947 :   The Devil on Wheels
- 1947 :   Philo Vance Returns
- 1947 :   Heartaches
- 1947 :   Red Stallion
- 1947 :   Philo Vance's Secret Mission
- 1963 :   Trois filles à marier (non crédité)
- 1964 :   Le retour d'Aladin (non crédité)
- 1964 :   La flotte se mouille (non crédité)
- 1971 :   The Seven Minutes
- 1971 :   Panique en plein ciel pour la TV